# Haarmann Hemmelrath
Haarmann Hemmelrath war eine deutsche Großkanzlei, die international Rechtsberatung, Wirtschaftsprüfung und Steuerberatung anbot. Besondere Bekanntheit erlangte die Kanzlei durch die Begleitung des Börsengangs von SAP 1998 sowie die Beratung von Vodafone bei der feindlichen Übernahme von Mannesmann im Jahr 2000, bevor sie 2005 ihre Liquidation beschloss. Berühmte Mandanten waren unter anderem Tennisprofi Boris Becker sowie Waffenlobbyist Karlheinz Schreiber.

## Geschichte
Haarmann Hemmelrath wurde 1987 unter anderem durch die Namenspartner Wilhelm Haarmann und Alexander Hemmelrath in München zunächst als GbR-Sozietät gegründet und 1998 durch die Haarmann, Hemmelrath & Partner Management Consultants GmbH ergänzt und seit 2004 als Partnerschaftsgesellschaft geführt. Die Kanzlei beschäftigte zu ihren Spitzenzeiten über 1.200 Mitarbeiter, darunter 350 Rechtsanwälte in 23 Büros weltweit. Dennoch waren die einzelnen Standorte und Partner eigenständig. Die Kanzlei beschloss ihre Auflösung durch Liquidation im Dezember 2005, nachdem sie durch die unberechtigte Schadensersatzforderung einer Tochter des Werhahn-Konzerns, der Märkischen Bau-Union GmbH (MBU), in Höhe von 480 Mio. Euro wegen angeblicher Falschberatung in wirtschaftliche Schieflage geraten war.
Im Juli 2005 gab Wilhelm Haarmann, einer der Gründungspartner, seine Absicht bekannt, das Unternehmen nach Uneinigkeit über die Unternehmensstrategie zu verlassen.
Nach der Liquidation schlossen sich die Büros in Berlin und Shanghai der anglo-französischen Firma Salans an, während der Großteil ihrer Büros in London und Frankfurt zu Squire, Sanders & Dempsey kam. White & Case übernahm das Münchener Büro der Kanzlei, um in dieser Stadt zu starten. Das Moskauer Büro löste sich auf, zwei Partner kamen zu LeBoeuf, Lamb, Greene & MacRae und der Rest des 28-köpfigen Teams kam zu CMS Hasche Sigle. Im Januar 2006 gründete Wilhelm Haarmann eine Boutique-Anwaltskanzlei in Frankfurt am Main mit mehreren ehemaligen Rechtsanwälten, Wirtschaftsprüfern und Steuerberatern von Haarmann Hemmelrath. Der Stuttgarter Standort, dessen Aufbau und Leitung Matthias Schüppen seit 2001 verantwortete, wurde in Zusammenschluss mit der Kanzlei Graf Kanitz in Freiburg und weiteren ehemaligen Mitarbeitern von Haarmann Hemmelrath als multidisziplinäre Kanzlei Graf Kanitz, Schüppen & Partner fortgeführt.
Der Zusammenbruch von Haarmann Hemmelrath wurde als ein weiteres Indiz dafür gesehen, dass unabhängige deutsche Anwaltskanzleien nicht mit den internationalen britischen und amerikanischen Schwergewichten konkurrieren konnten, die in den deutschen Rechtsmarkt vordrangen. In den späten 1990er und frühen 2000er Jahren hatten sich viele mittelständische deutsche Unternehmen mit internationalen Firmen zusammengeschlossen, zum Beispiel Pünder, Volhard, Weber & Axster, die sich 1999 mit Clifford Chance und Boesebeck Droste mit Lovells verbanden. Im darauffolgenden Jahr fusionierten Bruckhaus Westrick Heller Löber und Deringer Tessin Herrmann & Sedemund mit Freshfields, UK, zu Freshfields Bruckhaus Deringer.

## Büros
Haarmann Hemmelrath hatte 23 Büros an folgenden Standorten in 14 Ländern:

### Deutschland
- Berlin
- Bielefeld
- Düsseldorf
- Frankfurt am Main, geführt von Wilhelm Haarmann
- Hamburg
- Köln
- Leipzig
- München, geführt von Alexander Hemmelrath
- Stuttgart

### International
- Brüssel
- Budapest
- Bukarest
- London
- Mailand
- Moskau
- Paris
- Prag
- Rom
- Shanghai
- Singapur
- Tokio
- Warschau
- Wien

## Tätigkeitsbereiche
Neben der Beratung von Industrie-, Handels- und Dienstleistungsunternehmen gehörten Banken und Versicherungen sowie Privatpersonen zu den Mandaten.